# Луна над Парадором
«Луна́ над Парадо́ром» (англ. Moon over Parador) — американский кинофильм, сатирическая романтическая комедия.

## Сюжет
Бо́льшая часть действия фильма происходит в вымышленной латиноамериканской стране Парадор (аллюзия с Парагваем — Эквадором, а также райским местом (англ. paradise)). Актёр Джек Ноа (Ричард Дрейфус) принимает участие в съёмках кинофильма. Неожиданно президент страны — диктатор Альфонс Симмс — умирает от сердечного приступа. Глава службы безопасности президента Роберто Страусманн (Рауль Хулиа) убеждает Джека на время сыграть роль президента вместо умершего диктатора с целью сохранения политической стабильности и выигрыша времени. Джек соглашается и настолько удачно вживается в образ, что превосходит все ожидания Роберто.

## В ролях
- Ричард Дрейфус — Джек Ноа / Президент Альфонс Симмс (Jack Noah / President Alphonse Simms)
- Рауль Хулиа — Роберто Страусманн (Roberto Strausmann)
- Соня Брага — Мадонна Мендез (Madonna Mendez)
- Дана Дилейни — Дженни (Jenny)
- Джонатан Уинтерс — Ральф (Ralph)
- Фернандо Рей — Алехандро (Alejandro)
- Майкл Грин — Клинт (Clint)
- Полли Холидэй — Мидж (Midge)
- Жозе Левгой — Архиепископ (Archbishop)
- Милтон Гонсалвес — Карло (Carlo)
- Чаро — мадам Луп
- Айк Паппас — камео